# Ахтубинск
Ахту́бинск — город в Астраханской области России, административный центр Ахтубинского района. Образован в 1959 году путём объединения села (до 1918 года — слобода) Владимировка, посёлков Петропавловка и Ахтуба, а также авиационного военного городка.
Расположен в северной части области на левых берегах рукавов Волги: А́хтубы, Владимировки и Калмынки, в 292 км к северу от Астрахани.
Расположен на противоположном берегу Волги относительно участка Волгоград — Астрахань федеральной автодороги Р22 «Каспий».
Градообразующим учреждением является Государственный лётно-испытательный центр им. В. П. Чкалова. Администрацией городского поселения и ГЛИЦ ведутся активные действия по присвоению городу статуса наукограда.

## Физико-географическая характеристика

### Часовой пояс
Город Ахтубинск находится в часовой зоне, обозначаемой по международному стандарту как Samara Time Zone (STZ). Смещение относительно UTC составляет +4:00, относительно московского времени составляет +1 час.

### Географическое положение
Город Ахтубинск входит в состав Ахтубинского района, расположенного в полупустынной зоне северо-восточной части Астраханской области и простирающегося по левому берегу реки Волги. Его территория составляет 781 тыс. га.
Ахтубинск является районным центром Ахтубинского района и удалён от Астрахани на 292 км. Связь с областным центром осуществляется автомобильным, водным, железнодорожным и авиационным транспортом.
Район граничит на севере с Волгоградской областью, на востоке с Казахстаном, на западе с Черноярским, на юго-западе с Енотаевским и на юге с Харабалинским районами. Территория представляет собой однообразную, плоскую равнину с блюдцеобразными понижениями-западинами. В долинах рек Волги и Ахтубы простираются глубокие, но короткие овраги. Пойма в целом характеризуется крупно-гривистым рельефом, с озёрами-старицами.

### Климат

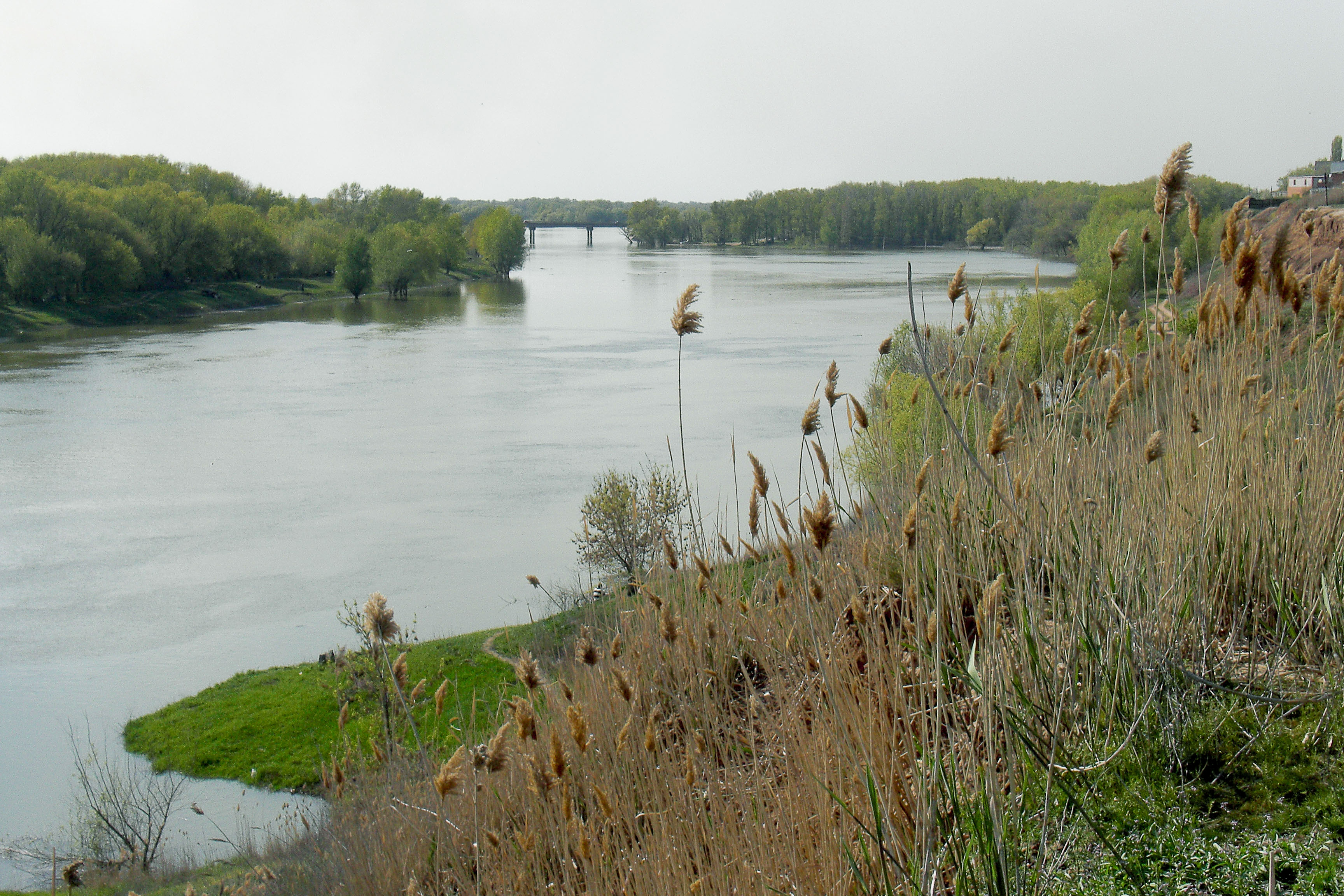
Весеннее половодье в начале мая

Засушливый климат города формируется под воздействием циркуляционных атмосферных процессов южной зоны умеренных широт. Территория доступна также выносу арктических, тропических (из Средиземноморья и Ирана), а также морских (с Атлантики) и континентальных (из Казахстана) воздушных масс. Господствующее положение (60—70 % летом и 80 % — зимой) занимают континентальные воздушные массы умеренных широт. В целом климат самый континентальный и засушливый на всей европейской территории России. Для климата этого района свойственны значительные годовые и суточные колебания температуры воздуха и сравнительно небольшое количество осадков. Характерным является также обилие света и тепла.
Среднегодовая температура воздуха составляет +13,1 °C.
Самый холодный месяц — январь со среднесуточной температурой воздуха −6,8 °C.
Среднемесячная температура июля — самого тёплого месяца в году +25,3 °C.
Экстремальные температуры воздуха наблюдаются в январе и июле и соответственно равны −36 °C и +45 °C.
Последние весенние заморозки наблюдаются в третьей декаде апреля, а первые — в начале октября. Таким образом, продолжительность безморозного периода составляет пять с половиной месяцев. Вегетационный период начинается с перехода среднесуточной температуры воздуха выше 10 °C и имеет среднюю продолжительность 180 дней.
Относительная влажность воздуха в годовом ходе имеет максимум в январе (84 %), а минимум в июле (58 %). В течение года в среднем наблюдается 74 дня, когда хотя бы в один из сроков наблюдения относительная влажность воздуха составляет меньше 30 %, а в июле от 10 до 12 дней с суховейными явлениями. Под влиянием увлажнения происходит существенное снижение метеорологических условий, резко снижается вероятность суховейного эффекта. Летом особенно жарко в степи следует быть предельно осторожным, иначе возможен солнечный удар.

## История

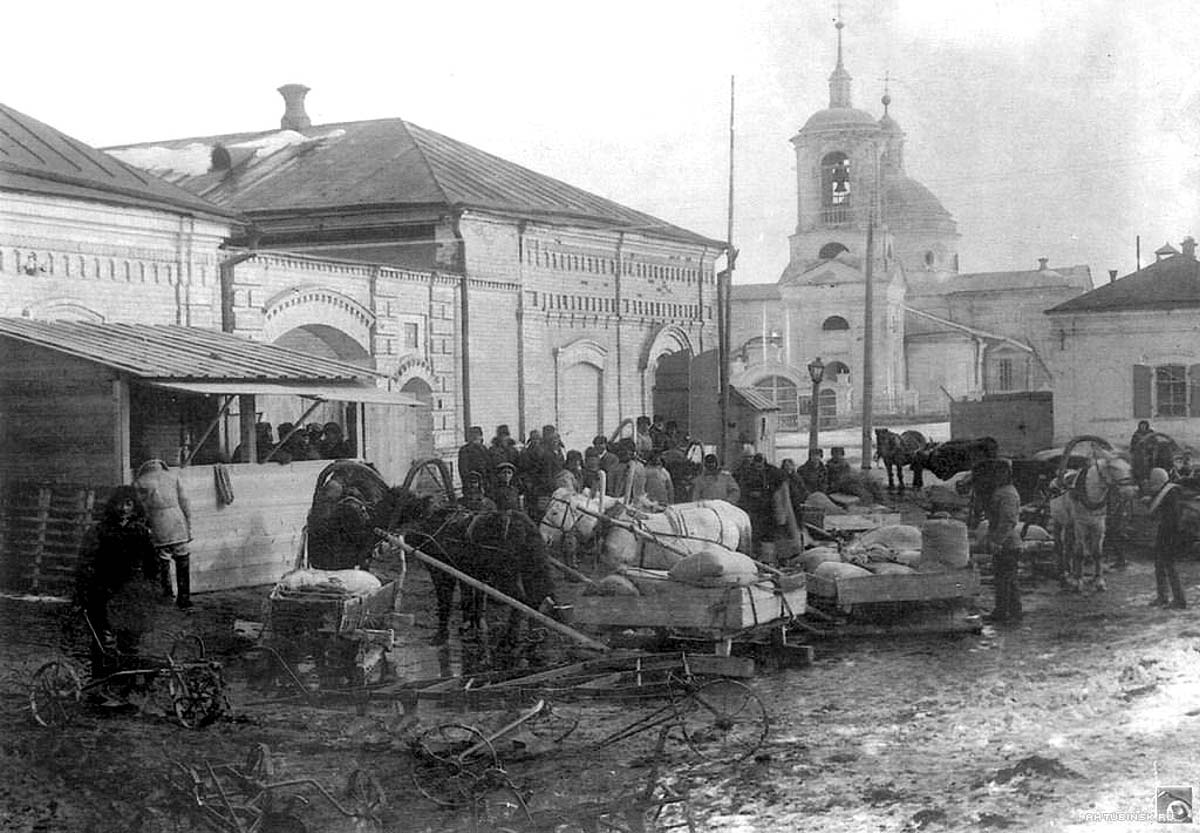
Храм Владимирской иконы Божьей Матери, начало XX века

Слобода Владимировка, по преданию местных жителей, которое было записано в конце 1830-х годов, была основана около 1768 года. Место, выбранное для поселения, изначально было покрыто густыми травами, где обитало множество сайгаков. В луговине (пойме) в то время был лес частый и непроходимый, в котором в значительном количестве водились кабаны.
Первожители прибыли на это дикое место в количестве около 300 душ, переселившись из селения Каменного (Каменный Яр) Черноярского уезда Астраханской губернии, основанного в 1750 году чувашами и мордвой. Новая слобода получила своё название от протекающей рядом реки Владимировки, которая, в свою очередь, была названа по имени некого поселенца Владимира, жившего при речке хутором долгое время ещё до основания слободы.
В 1802 году Черноярский уезд из Саратовской губернии отошёл к Астраханской губернии.
Не ранее 1813 года во Владимировку по указу правительства были переселены не менее 500 душ государственных крестьян из Харьковской губернии.
В «Исторической записке об Астраханской епархии за 300 лет её существования (1702—1902)», изданной в 1903 году, упоминается, что уже в 1793 году существовала церковь во имя Владимирской иконы Божией Матери. Изначально она была деревянной, а в первой четверти XIX века вместо неё была возведена церковь из кирпича.
Жители Владимировки занимались выращиванием хлеба, скотоводством и перевозкой соли с озера Эльтон, а затем и с озера Баскунчак. Во время весеннего половодья к соляной пристани Мамай, названной по находившимся рядом остаткам земляного защитного сооружения — «Мамайского вала» у реки Ахтубы, подходили речные суда, загружались солью и по протокам выходили на Волгу. Далее суда двигались вниз по Волге в Астрахань, на рыбные промыслы, или вверх на Царицын, Саратов и далее.
К концу XIX века в слободе насчитывалось 5 начальных училищ (школ) Министерства народного просвещения, в том числе двухклассное и русско-казахское, в них обучалось 180 детей обоего пола, а также 2 церковно-приходские школы и школа-церковь.
История посёлка Петропавловка берёт своё начало от хутора, вблизи которого в 1867 году на левом берегу Волги, в затоне, была заложена соляная Владимировская пристань слободы Владимировки. С развитием соляной пристани разрастался и посёлок, получивший название Шумиловка от шума работавших на пристани соляных мельниц. В 1910 году в посёлке была построена церковь во имя Апостолов Петра и Павла, откуда и произошло его название.
В том же 1910 году в Петропавловке акционерным обществом «Океан» организован судоремонтный пункт, со временем выросший в судоремонтный завод (в марте 1966 завод был переименован из Владимировского в Ахтубинский).
В 1883 году вступила в строй казённая железная дорога, соединившая озеро Баскунчак с соляными пристанями Владимировской и Мамайской. Введена в эксплуатацию железнодорожная станция Ахтуба с депо для профилактического ремонта паровозов и вагонов, при станции был основан посёлок.
В 1912 году закончено строительство капитального железнодорожного моста через реку Ахтубу, позволившего доставлять соль на Владимировскую пристань в любое время года независимо от уровня воды в реке Ахтубе. Необходимость в содержании Мамайской пристани при этом отпала.

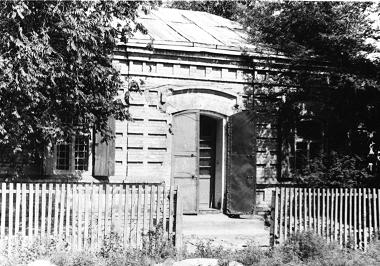
Торговая лавка начала XX века по ул. Фрунзе

В 1920—1930 годы в связи с развитием новых отраслей сельского хозяйства в районном центре развиваются перерабатывающие отрасли промышленности: консервный завод, маслозавод, мясокомбинат. Построена сеть клубов, школ, мастерских.
Импульс развития Владимировка получила после размещения в 1947 году на прилегающей к ней территории НИИ ВВС имени В. П. Чкалова (впоследствии ГЛИЦ), крупного авиационно-испытательного комплекса. С 1950-х и до начала 1970-х годов были построены:
- Жилой городок;
- Дом офицеров на площади Ленина и городской парк;
- Мемориальный комплекс «Крыло Икара», посвящённый лётчикам, погибшим при испытаниях авиатехники;
- Кинотеатр «Октябрь»;
- Стадион «Волга»;
- Военный госпиталь.

Районный центр получил интенсивное развитие в 1959 году в связи с присвоением статуса города и наименования «Ахтубинск». Город объединил в себе село Владимировку, военный городок, посёлки Петропавловку и Ахтубу.
В последующие годы происходило дальнейшее развитие судоремонтно-строительного завода и железнодорожного транспорта, развёрнуто активное строительство жилищного фонда, социально-бытовых и медицинских учреждений.
Случившаяся в 1970 году в Астраханской и Волгоградской областях вспышка холеры послужила толчком для строительства комплекса зданий Центральной районной больницы, районной санэпидстанции и Ахтубинского группового водопровода.
Ахтубинск неоднократно посещали руководители государства. Например, 2 сентября 1958 года на полигон в Ахтубинск прибыл Первый секретарь ЦК КПСС и Председатель Совета Министров СССР Никита Сергеевич Хрущёв. Ему было показано поражение в воздухе самолёта-мишени Ил-28 ракетами РС-2-У с самолёта МиГ-19 ПМ (лётчик-испытатель М. И. Бобровицкий).
В мае 1971 года город посетила большая правительственная делегация: Брежнев Леонид Ильич, Подгорный Николай Викторович, Косыгин Алексей Николаевич. Гостям была показана имитация воздушного боя между самолётами МиГ-23С и МиГ-21.
С начала 1990-х годов в городе начинает развиваться предпринимательство.
10 мая 1996 года в рамках предвыборного турне Ахтубинск посетил первый Президент РФ Борис Николаевич Ельцин. В ходе визита он вручил медали «Золотая Звезда» Героя Российской Федерации лётчикам-испытателям:
- заслуженному лётчику-испытателю СССР (1988), генерал-майору авиации Виктору Мартыновичу Чиркину (с 2008 г. «Почётный гражданин города Ахтубинска»);
- полковникам Александру Михайловичу Раевскому (заслуженный лётчик-испытатель РФ, 2002) и Николаю Фёдоровичу Диордице (заслуженный лётчик-испытатель РФ).

Ахтубинск является родиной первого в мире тяжёлого джипа. В 1995 году в журнале «Наука и техника» вышла статья Станислава Сёмина (14 июля 1935 — 1 февраля 2016) «Я люблю джипы» о его тяжёлом внедорожнике. Тогда автор своего изобретения не написал, что построил его ещё в конце 60-х гг. XX века.
Выходцы из Ахтубы были в числе первых тринадцати семей, основавших село Никольское, ныне г. Уссурийск в Приморском крае.

## Население
| 1897    | 1959    | 1967    | 1968    | 1970    | 1979    | 1987    | 1989    | 1992    |
| ------- | ------- | ------- | ------- | ------- | ------- | ------- | ------- | ------- |
| 7000    | ↗22 321 | ↗29 000 | ↗30 000 | ↗43 466 | ↗47 422 | ↗53 000 | ↘50 261 | ↗50 800 |
| 1996    | 1998    | 2002    | 2003    | 2004    | 2005    | 2006    | 2007    | 2008    |
| ↘50 700 | ↘50 300 | ↘45 542 | ↘45 400 | ↘44 600 | ↘44 100 | ↘43 400 | ↘42 700 | →42 700 |
| 2009    | 2010    | 2011    | 2012    | 2013    | 2014    | 2015    | 2016    | 2017    |
| ↘42 445 | ↘41 853 | ↗41 900 | ↘40 633 | ↘39 386 | ↘38 906 | ↘38 507 | ↘38 160 | ↘37 883 |
| 2018    | 2019    | 2020    | 2021    |         |         |         |         |         |
| ↘37 560 | ↘36 955 | ↘36 517 | ↘35 635 |         |         |         |         |         |

На 1 января 2025 года по численности населения город находился на 434-м месте из 1124 городов Российской Федерации.
Национальный состав
Русские — 35 937 (86,5 %); казахи — 2 496 (6 %); украинцы — 935 (2,2 %); прочие — 5,3 %

## Административно-территориальное устройство

### Районы

Деление Ахтубинска на районы

Город Ахтубинск условно можно разделить на районы:
1. Центральная часть города;
2. Первый микрорайон;
3. Владимировка;
4. Северный городок;
5. Микрорайон им С. А. Лавочкина (бывший микрорайон Степной или «7 ветров»)[35];
6. Восточный микрорайон;
7. Заречная часть города — Петропавловка;
8. Ахтуба;
9. Микрорайон мелиораторов;
10. Совхоз № 16.

### Герб

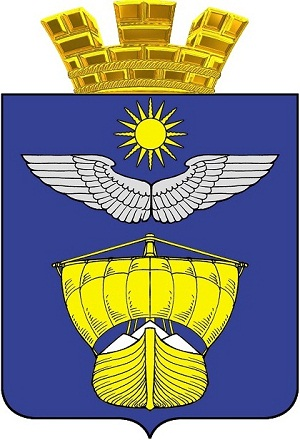
Герб Ахтубинска.

Судно под парусом символизирует исторический промысел сёл, образующих город Ахтубинск, а именно соли, добытой на озере Баскунчак, и отправляемой из слободы Владимировка и рабочего посёлка Петропавловка по реке Ахтубе и далее по Волге.
Три солевые пирамиды — символ поселений (села Владимировка, рабочего посёлка Петропавловка и посёлка при железнодорожной станции Ахтуба), объединённых согласно Указу Президиума Верховного Совета РСФСР от 18 декабря 1959 года в город Ахтубинск.
Судно также символизирует реку Ахтубу, на которой расположен город и давшую ему название.
Серебряные крылья, знак, символизирующий расположение на территории города ГЛИЦ им. В. П. Чкалова. Перебазирование и становление испытательного центра послужило причиной возникновения и развития города Ахтубинска как негласной авиационной столицы России.
Два крыла также знак покровительства Богородицы (по дореволюционной геральдике), символизирующий находящуюся в городе церковь во имя Владимировской иконы Божьей Матери, давшей название слободе Владимировка, являющейся исторически первым возникшим поселением, впоследствии образовавших Ахтубинск (согласно историческим данным первые письменные упоминания о нашей территории идут с упоминания об этой церкви).
Солнце — символ истины, правды, премудрости. Кроме этого, солнечных дней (солнца) территории Ахтубинска более трёхсот дней в году.
Движение судна, наполненные паруса, серебряные крылья и солнце в общей композиции символизируют единое историческое развитие города, стремление вперёд и ввысь к истине и процветанию.
Металлы и финифти: лазурь — символ красоты, величия; золото — символ богатства, величия, справедливости; серебро — символ чистоты.
Геральдическое описание герба:
«В лазоревом поле, в верхней части вписанный по сторонам серебряный лёт, сопровождаемый в главе золотым солнцем без лица, в нижней части золотой ладьёй парусом развёрнутой носом и гружённой тремя серебряными пирамидами. Щит увенчан муниципальной короной установленного образца». герб утверждён решением Совета муниципального образования «Город Ахтубинск» от 29.05.2013 № 167/59, внесён в Государственный геральдический регистр Российской Федерации с присвоением регистрационного номера 8394.
Предыдущий герб (до 2012 года)

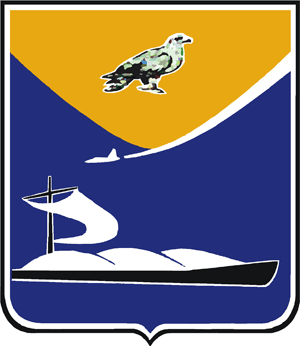

Главную часть герба составляют жёлто-голубые щиты, олицетворяющие степь и водные артерии города.
В верхней части герба изображена птица — степной орёл, символ суверенитета, независимости и самоуправления города.
Промыслом соли в Астраханских краях занимались издревле. От Владимировской пристани соль шла в разные уголки страны. Поэтому не случайно на гербе изображена парусная солебаржа.
Самолёт — это весомый вклад ахтубинцев в развитие авиации и авиационных комплексов России.
Художник герба города Ахтубинска — В. Ф. Кочкин.

## Экономика
- Государственный лётно-испытательный центр им. В. П. Чкалова — крупнейший в России авиационно-испытательный комплекс. К северу от города находится самый большой в России военный полигон Грошево (Владимировка). Действует военный аэродром.
- ЗАО "Технологический парк космонавтики «ЛИНКОС»

### Промышленность
- Ахтубинский судостроительно-судоремонтный завод (АО «АССРЗ»);
- ЗАО "Технологический Парк Космонавтики «ЛИНКОС» ("ТПК «ЛИНКОС»);
- Хлебопекарни;

Ахтубинск — перевалочный пункт предприятия «Руссоль», крупнейшего производителя соли в России. Соль, добываемая из озера Баскунчак в посёлке Нижний Баскунчак Ахтубинского района из Ахтубинска отправляется оптовым покупателям водным путём по Волге.

### Туризм
В городе работает около 30 гостиниц, отелей и гостевых домов. Живописная природа Нижнего Поволжья, рыбалка и жаркие летние дни привлекают в Ахтубинск туристов. С июля начинается сезон дынь и арбузов. С первого сентября начинается сезон лова раков, их продают на рынках города.
Во время купального сезона на реке Волга организован большой, чистый песчаный пляж. На пляже организован прокат катамаранов и гидроциклов, катание на «банане», шезлонги, натянута волейбольная сетка.
В городе есть множество кафе в том числе и летних.
Отдыхающие образуют палаточные лагеря в лесах вдоль рек или арендуют домики на острове Петриков.

### Связь
Операторы сотовой связи: «Билайн», «Мегафон», МТС, YOTA. Стандарты мобильной связи: GSM, GPRS, EDGE, 3G (HSDPA), 4G (LTE)
Ахтубинский почтамт управления федеральной почтовой связи по Астраханской области — филиал ФГУП «Почта России». Существует Ахтубинский узел электросвязи — подразделение ОАО «Ростелеком».[значимость факта?]

## Транспорт
Ахтубинск обладает развитой транспортной инфраструктурой, являясь средоточием железнодорожных магистралей и автомобильных дорог. Сфера транспорта в городе Ахтубинске представлена в основном филиалами иногородних предприятий.

### Железная дорога

Железнодорожная станция Владимировка

В городе расположены железнодорожные станции Владимировка (пассажирская) и Ахтуба (грузовая) на ветке Волгоград — Верхний Баскунчак Астраханского региона Приволжской железной дороги. В Петропавловке находится тупиковая железнодорожная станция Владимировская пристань.
Ближайшие крупные узловые станции Волгоград и Верхний Баскунчак.

### Автобус
В 1961 году было образовано Ахтубинское смешанное автотранспортное предприятие, его начальником был назначен Анатолий Сергеевич Игнатов. В предприятии насчитывалось более сотни грузовых автомобилей и около сорока автобусов. В настоящее время муниципальное предприятие «Ахтубинское АТП» обслуживает 10 городских маршрутов, 9 пригородных и 5 междугородных, в том числе 2 межобластных. Однако 16 июня 2015 года оно прекратило свою деятельность из-за введения процедуры банкротства. В настоящее время автобусные маршруты обслуживаются различными индивидуальными предпринимателями, использующими автобусы ПАЗ-3205.
Автовокзал расположен на привокзальной площади, рядом с железнодорожной станцией Владимировка. Межобластные и межрайонные перевозки осуществляет филиал системы «Трансагентство». От автовокзала ежедневно отправляется около 10 автобусов в направлении Волгограда (время в пути составляет 3,5 часа). В обратном направлении их идёт такое же количество, через каждый час. Также проходят прямые автобусы из Воронежа, Астрахани, Казани и других городов.
В городе развита сеть частных маршрутных такси. Также ряд компаний предлагают услуги такси. Старейшая фирма «Лидер» осуществляет свою деятельность с начала 1990-х годов. Также есть фирмы «Альта», «Реал», «Браво», «Защита», «Русь» и другие.

### Порты
Грузовой речной порт на реке Ахтубе. До недавнего времени существовал речной порт — филиал Волжской судоходной компании. Его основные фонды выкупил индивидуальный предприниматель и зарегистрировал новую фирму ООО «Ахтубинская судоходная компания».

## Образование
В городе действует 14 детских садов и 8 школ.
Высшее образование предоставляет филиал «Взлёт» Московского авиационного института.
Дополнительное образование предоставляет Районная детская школа искусств им М.Балакирева, расположенная на Волгоградской улице. В ней обучается свыше шестисот детей на отделениях музыкального, эстрадно-джазового, хореографического, изобразительного и театрального искусства, а также на общеэстетическом, подготовительном отделениях и отделении духовной музыки. Также в школе преподаются джазовое сольфеджио, компьютерное моделирование, основы православной культуры, духовное пение. На каждом из отделений школы созданы детские творческие коллективы, которые участвуют в культурных мероприятиях города Ахтубинска.

## Здравоохранение
Получить медицинскую помощь можно в Ахтубинской ЦРБ, ул Саратовская 38

## Спорт
Одним из популярных видов спорта является гандбол: в 1995 году в городе был основан клуб «Авиатор» при участии заслуженного тренера СССР Владимира Гладченко. Спонсором команды с 2000 года была авиационная фирма «ОКБ Сухого». Команда стала серебряным призёром розыгрыша Высшей лиги чемпионата России в 2003 году (второй по статусу дивизион), однако из-за последовавших разногласий в команде начался кризис, приведший к расформированию клуба в 2010 году. Клуб был восстановлен в 2018 году, вернувшись в розыгрыш чемпионата России в рамках Первой лиги.

## Культура и искусство

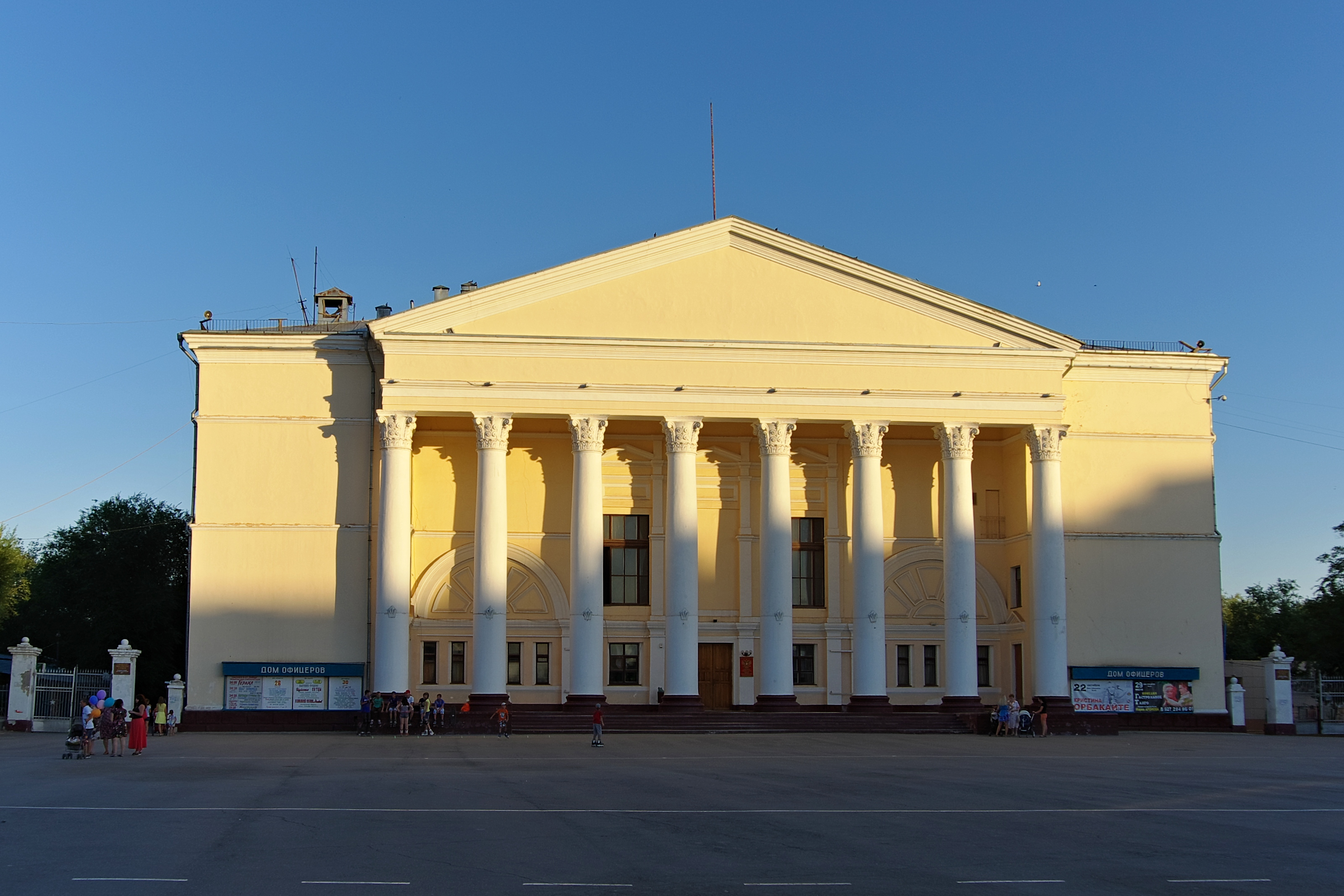
Здание ФГКУ «89 Дом офицеров (гарнизона)» Минобороны России в 2014 году.

В 2009 году, после ремонта, была возобновлена работа районного Дома культуры, в котором художники сделали классический дизайн помещений.
С апреля 2006 года действует «Ахтубинский городской культурно-просветительский центр». Его целью является решение вопросов организации, содержания и развития учреждений культуры в городе Ахтубинске. Его структурные подразделения: городской дом культуры речников, культурно-досуговый центр, парк культуры и отдыха; библиотека ДК Речников, городские библиотеки № 1—4, городская детская библиотека, городская юношеская библиотека.
Историко-краеведческий музей
Художественный салон, концертно-выставочный зал «Муза».
Одним из культурных центров города является ФГКУ «89 Дом офицеров (гарнизона)» Минобороны России. В концертном зале Гарнизонного дома офицеров проводятся концерты, спектакли, конференции. При Доме офицеров работает библиотека.

### Кинотеатры

Закрытый кинотеатр «Октябрь»

В городе действует один муниципальный кинотеатр «Победа», расположенный на Волгоградской улице. В кинотеатре один зал на 400 мест. В 2015 году установлена 3D-система для демонстрации фильмов в формате 3D.
Кинотеатр «Октябрь», принадлежавший Дому офицеров Минобороны России, в 2019 году передан в собственность города Ахтубинска. В данный момент не действует. Разработан план реконструкции.

### Живопись
- Детская художественная школа № 4 им. П. И. Котова. Проходят ежегодные выставки детских работ: «Рождественские каникулы», «Краски лета», «Зимняя мозаика» проводятся благодаря им[49].

В Ахтубинске провёл своё детство один из великих художников СССР Пётр Иванович Котов. В 1991 году на доме, где он родился и рос, была открыта мемориальная доска. Ирина Петровна, дочь художника, передала в дар школе картины, этюды и некоторые художественные принадлежности своего отца.
В Ахтубинске множество талантливых художников, таких как Владимир Родионов, Игорь Пухарт и др..
- Молодёжное объединение художников образовалось в 1999 году и состояло из шестнадцати участников. Их работы были представлены на выставках Ахтубинска, Волгограда и Астрахани.

## Достопримечательности

### Архитектура

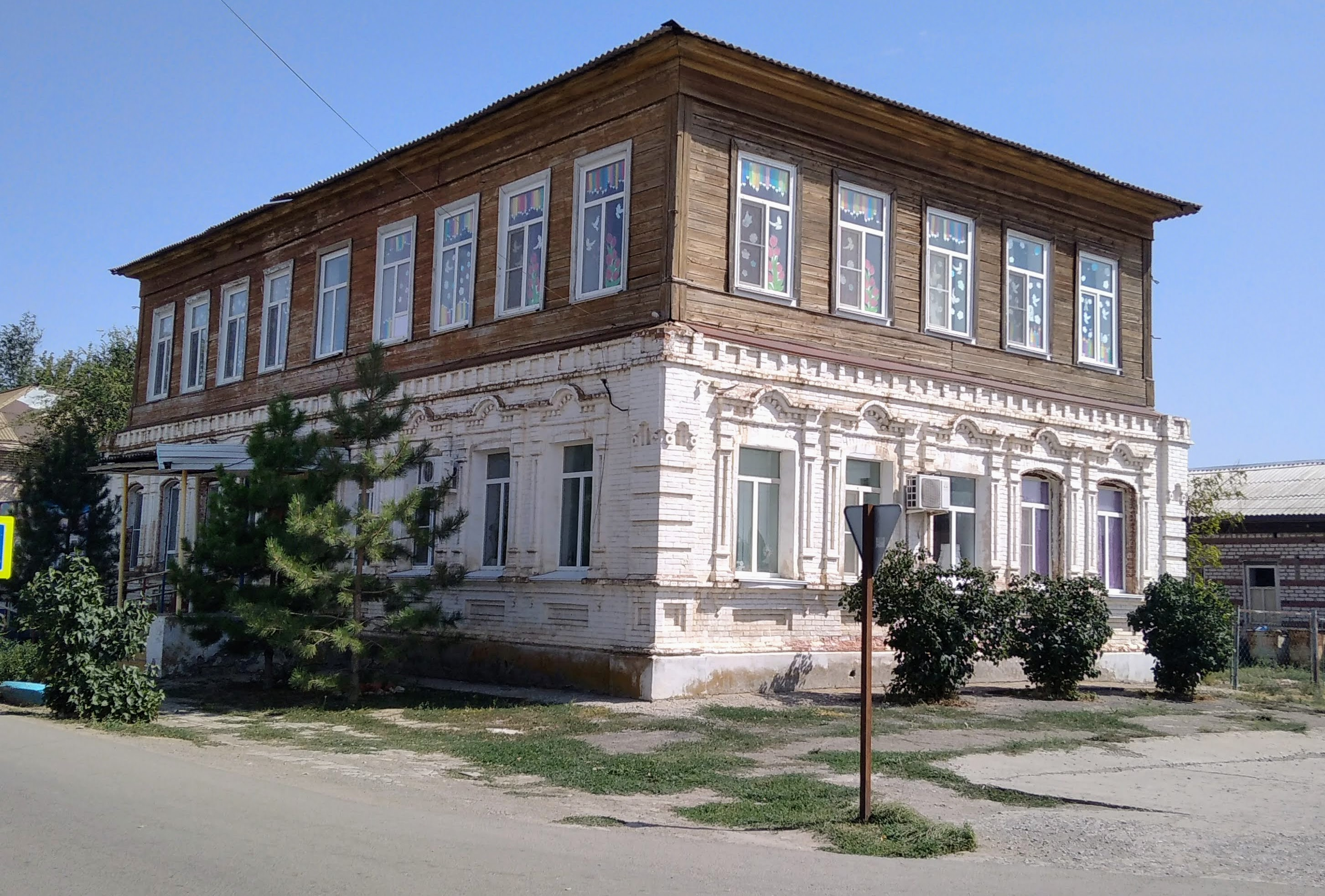
Здание Художественной школы им. П. И. Котова
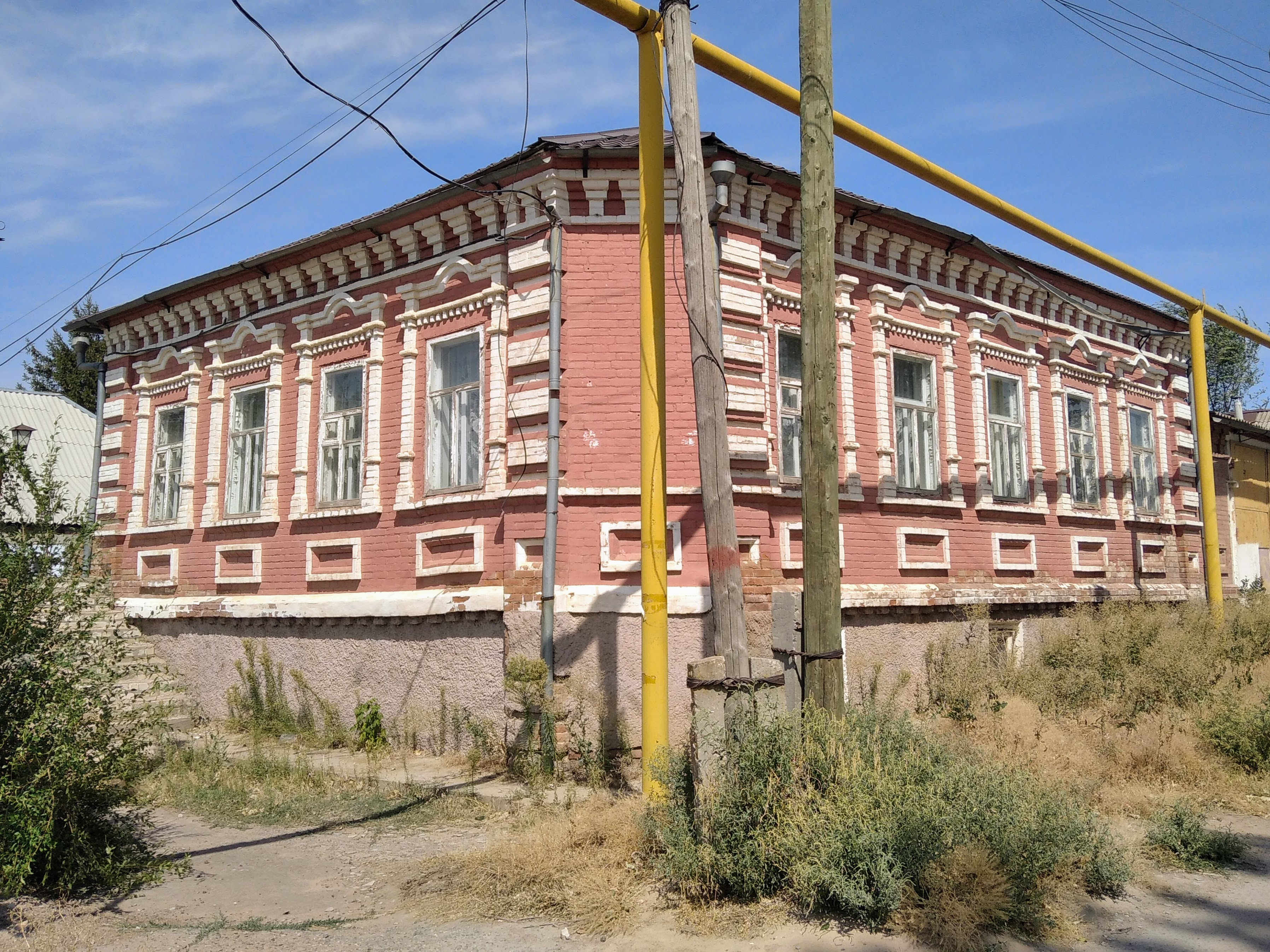
Кирпичное здание по ул. Ленина, 90
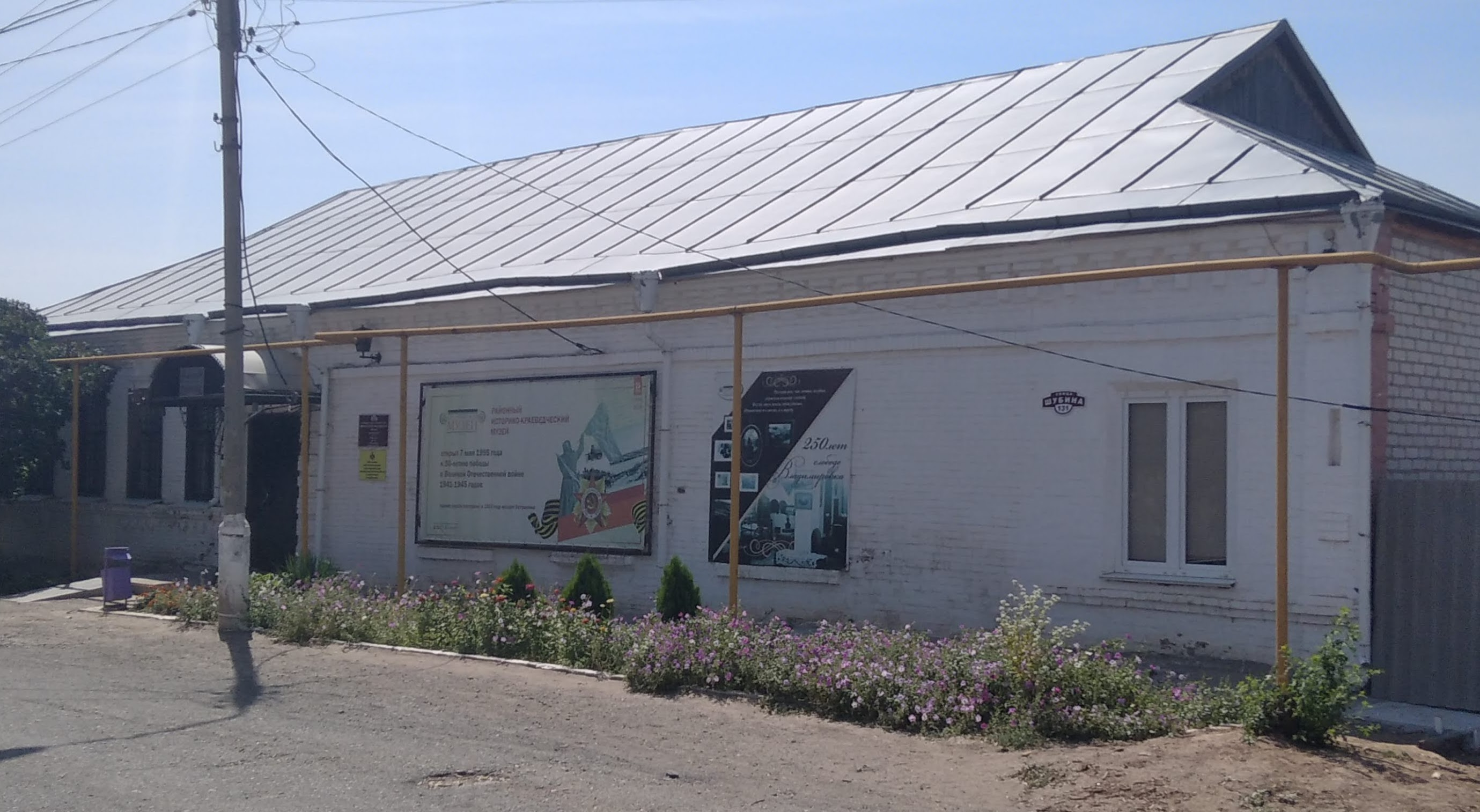
Здание районного краеведческого музея

Во Владимировке сохранилось несколько старинных зданий. Наиболее интересными примерами архитектуры той эпохи являются купеческие дома и лавки, административные здания и здания учебных заведений.
Например, дома, построенные рыбопромышленником Петром Васильевичем Лопатиным, одним из самых богатых людей Владимировки. Являясь сыном купца, он состоял в крестьянском сословии и нередко входил в положение бедноты. И поэтому, после Октябрьской революции, когда началась национализация, новая народная власть оставила Лопатина при бывшем своём рыбопромышленным заведении директором. Позднее в его жилом доме располагались различные государственные учреждения, а магазин был перестроен под общественную баню.
Во Владимировке жила многочисленная семья торговцев Евтушенко. Дома сохранились до сих пор. В одном из них, постройки 1907 года, в настоящее время находится «Районный историко-краеведческий музей».
Кирпичное здание по ул. Ленина, 90, построенное до 1900 года, принадлежало приказчику Старикову. До 1927 года на первом этаже располагалась пекарня, а на втором сдавались в наём комнаты. В 1929 году дом у Старикова конфисковали. Здесь разместили штаб по раскулачиванию. Начиная с 1930-х годов его занимала милиция, потом поликлиника, районный отдел образования, управление оросительно-обводнительных систем, мастерская по ремонту бытовой техники и прочее.

## Парки, скверы

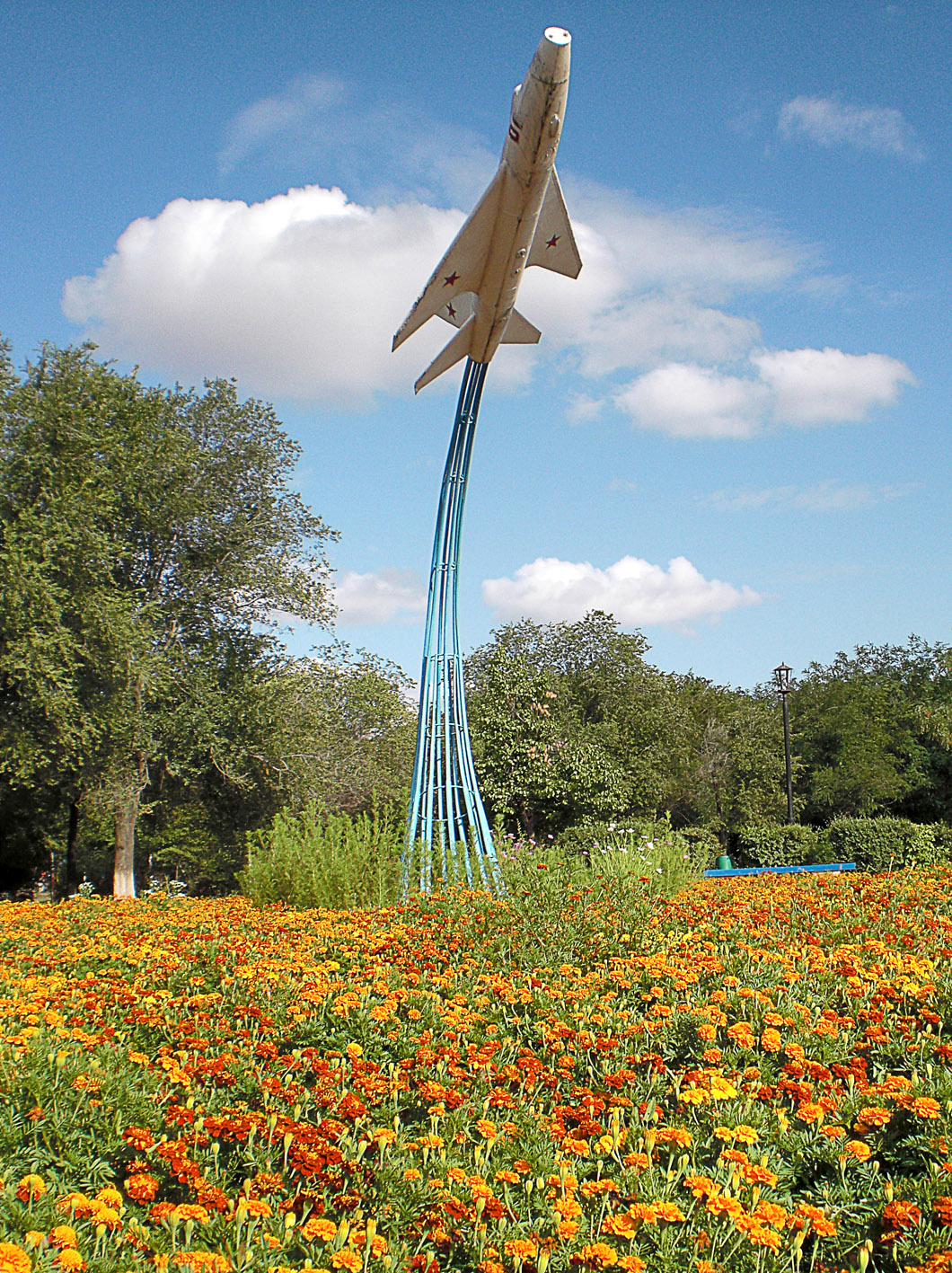
Самолёт в парке культуры и отдыха им. В. П. Чкалова.

В центре города расположен парк культуры и отдыха имени В. П. Чкалова. В парке установлены скульптурные памятники В. П. Чкалову (открыт в 2010 году), памятник Булату Окуджаве (открыт в 2018 году).
С севера к нему прилегает Дом офицеров, площадь Ленина и сквер с фонтаном «Звезда Победы».
В северной части города между улицами Пушкина и Чкалова расположен парк «Центральный».
Сквер по улице Бахчиванджи назван в честь 100-летия образования 929 Государственного лётно-испытательного центра имени В. П. Чкалова.

### Памятники, монументы
Из наиболее известных памятников Ахтубинска можно выделить:
- Мемориальный комплекс «Крыло Икара» берегу реки Ахтуба, посвящён погибшим летчикам-испытателям. Близ комплекса находится самолёт-памятник Су-22 — советский истребитель-бомбардировщик, разработанный в первой половине 1960-х годов. Установлен по указанию начальника 1-го управления ГК НИИ ВВС Героя Советского Союза полковника В. В. Мигунова в 1983 году.
- Мемориальный комплекс c вечным огнём на площади Победы. Там же в 1967 году установлен памятник участнице группы партизан-диверсантов «Максим 66» Вале Заикиной (1923—1942), родившейся во Владимировке.
- Многофигурный памятник «Мы победили!» на площади Ленина.
- Памятник В. И. Ленину на площади Ленина.
- Памятник, посвященный 902 стрелковому берлинскому Ордена Кутузова полку.

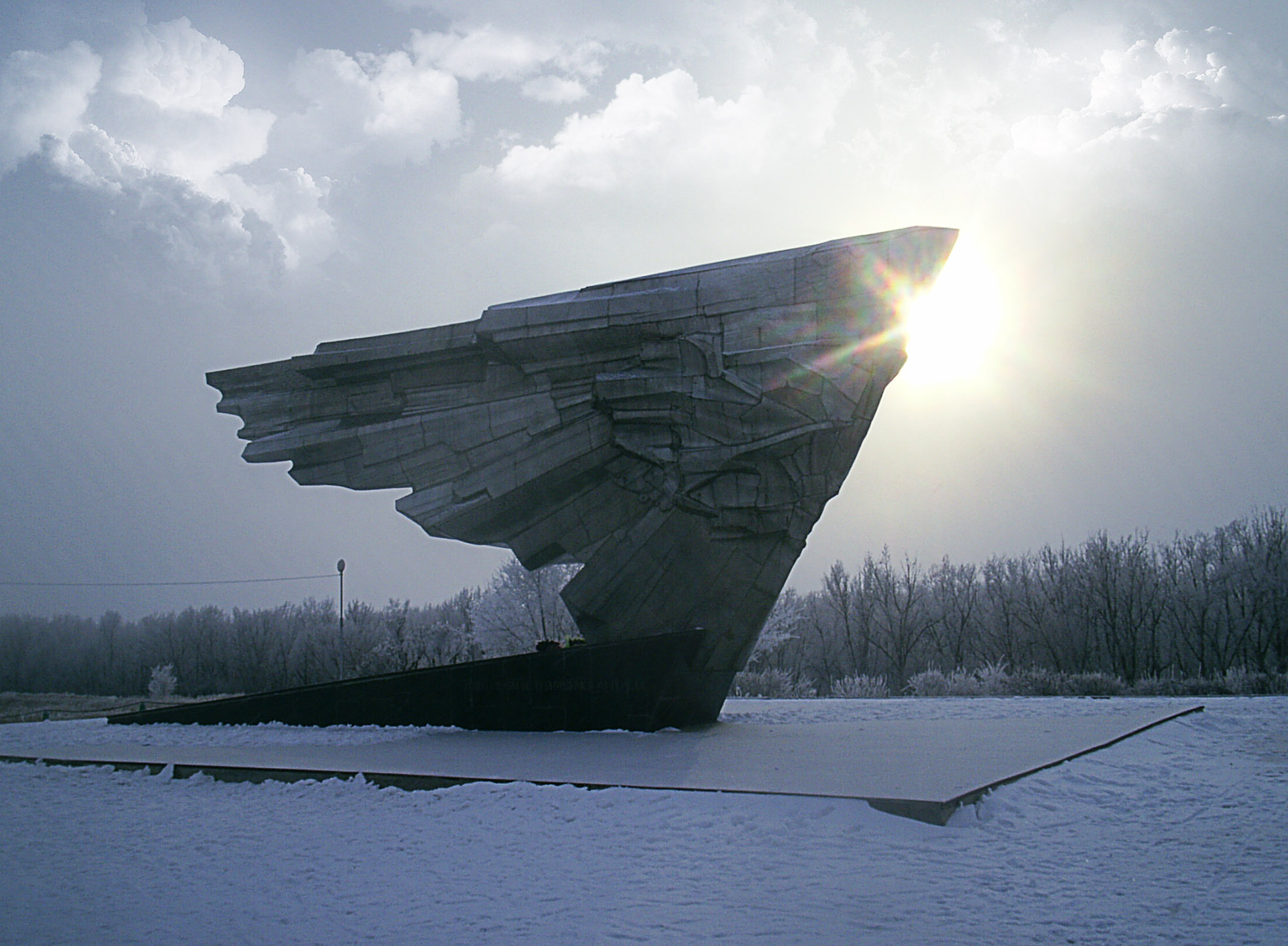
Часть мемориального комплекса «Крыло Икара»
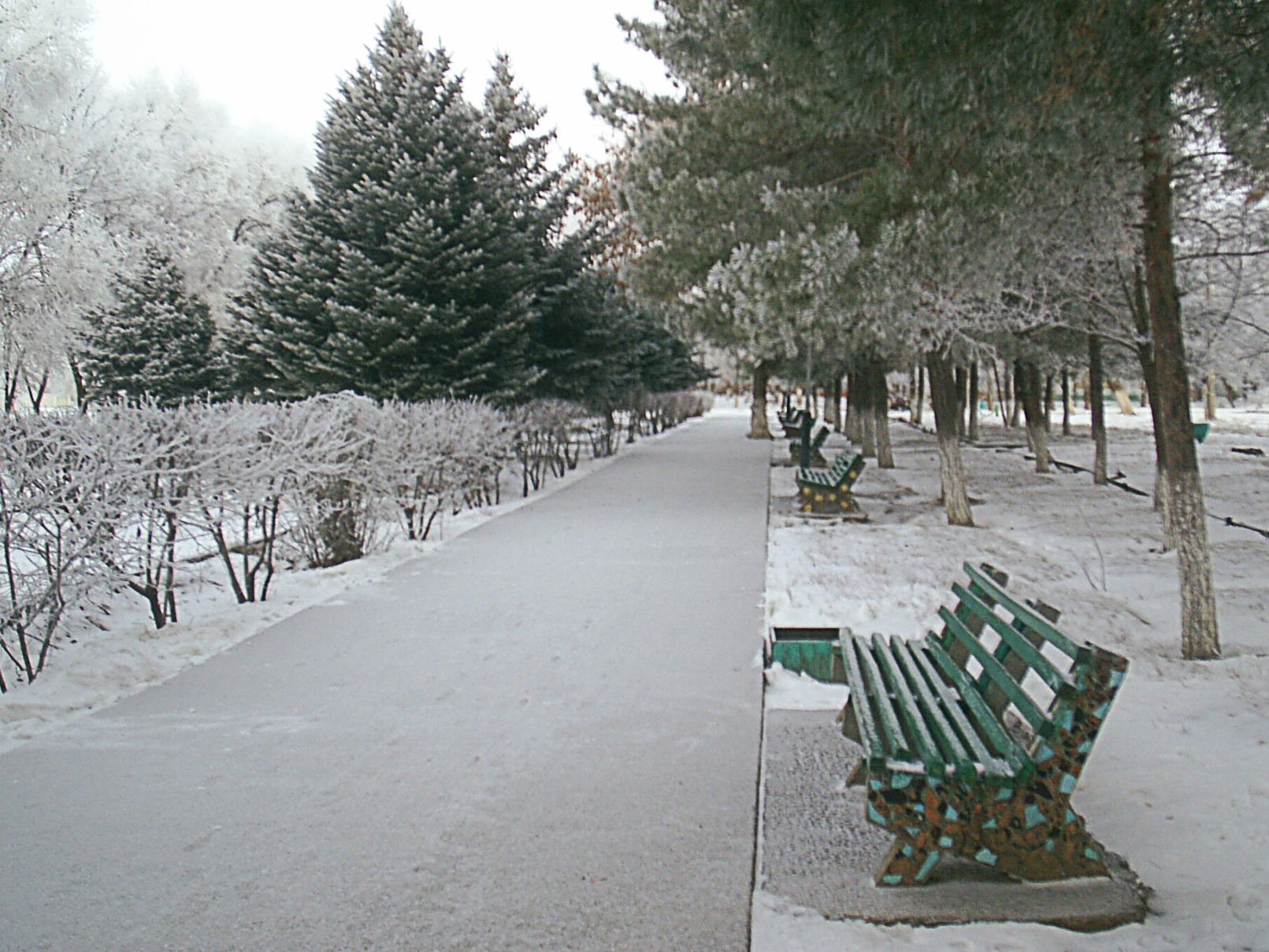
Аллея на «Крыле Икара»
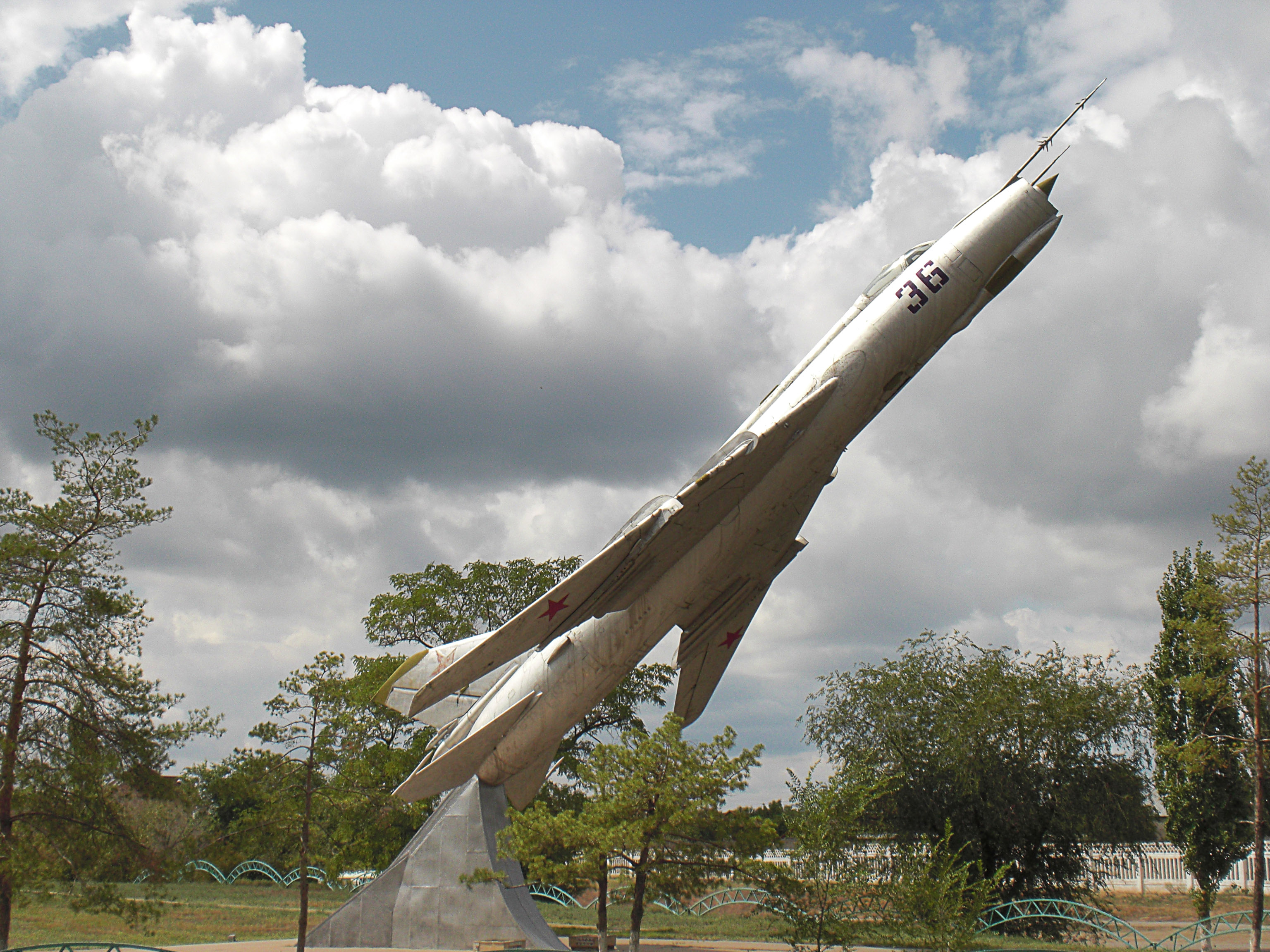
Самолёт-памятник Су-17 близ комплекса «Крыло Икара»
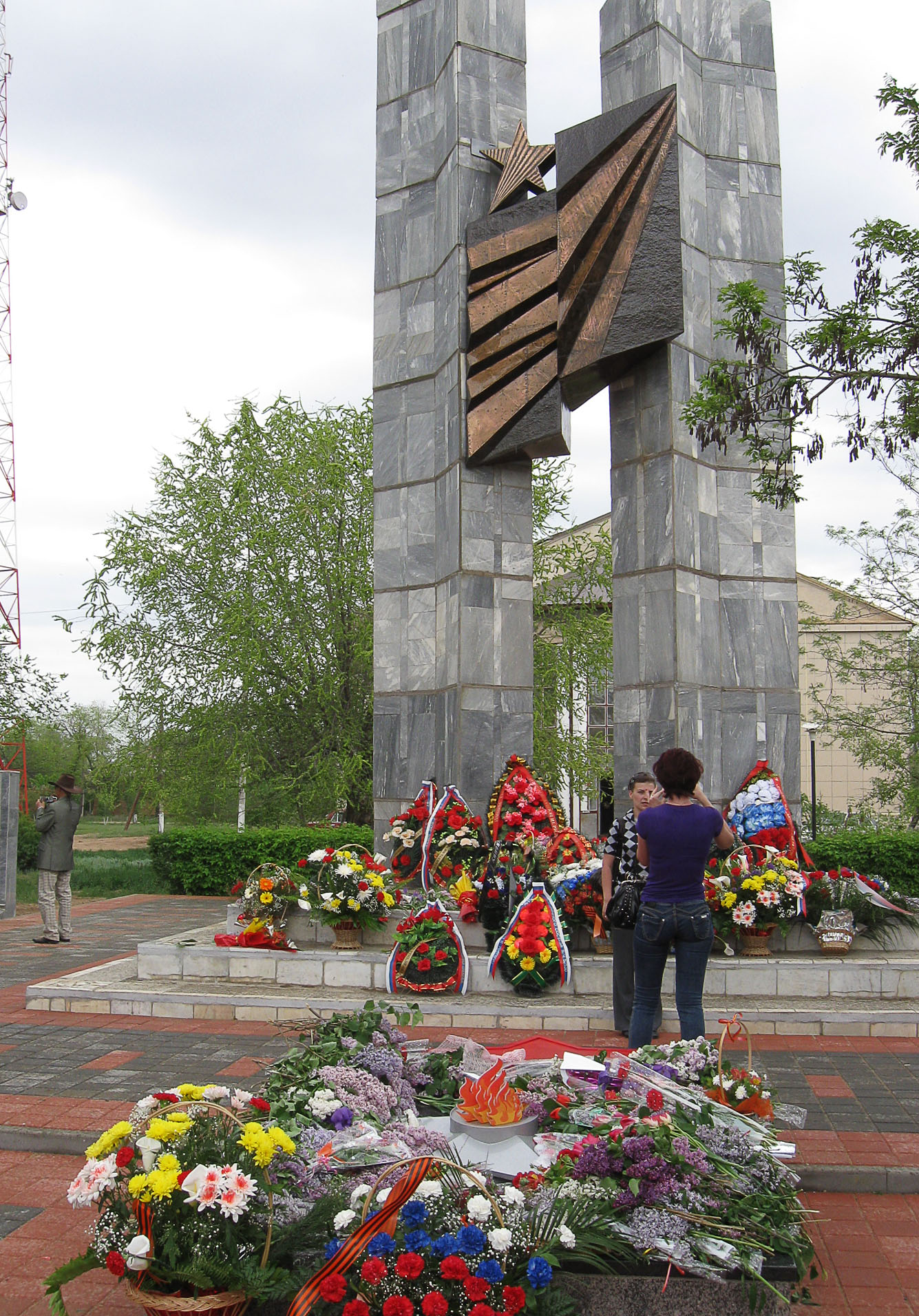
Мемориальный комплекс на площади Победы
Памятник неизвестному солдату на площади Победы
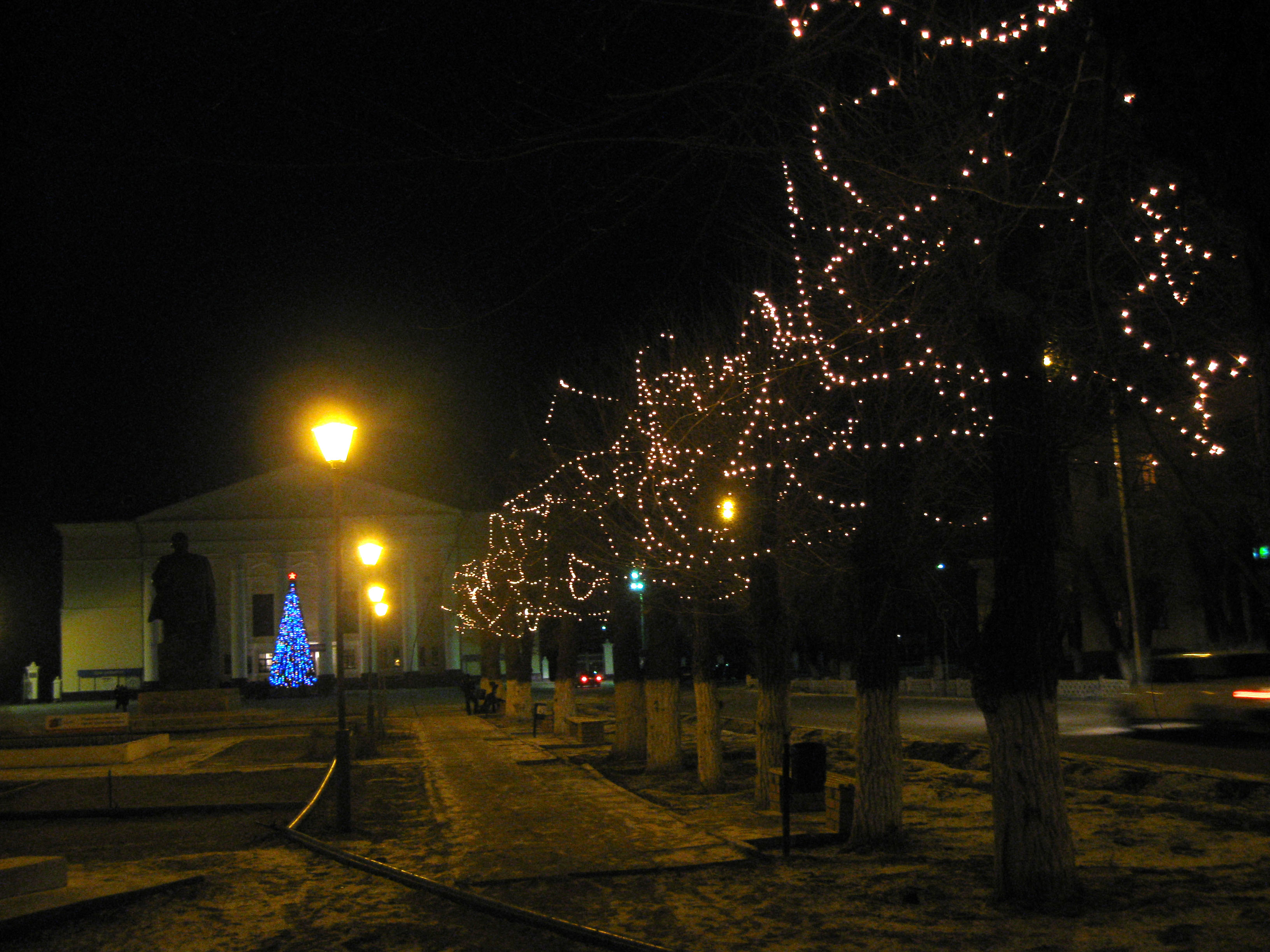
Сквер на площади Ленина
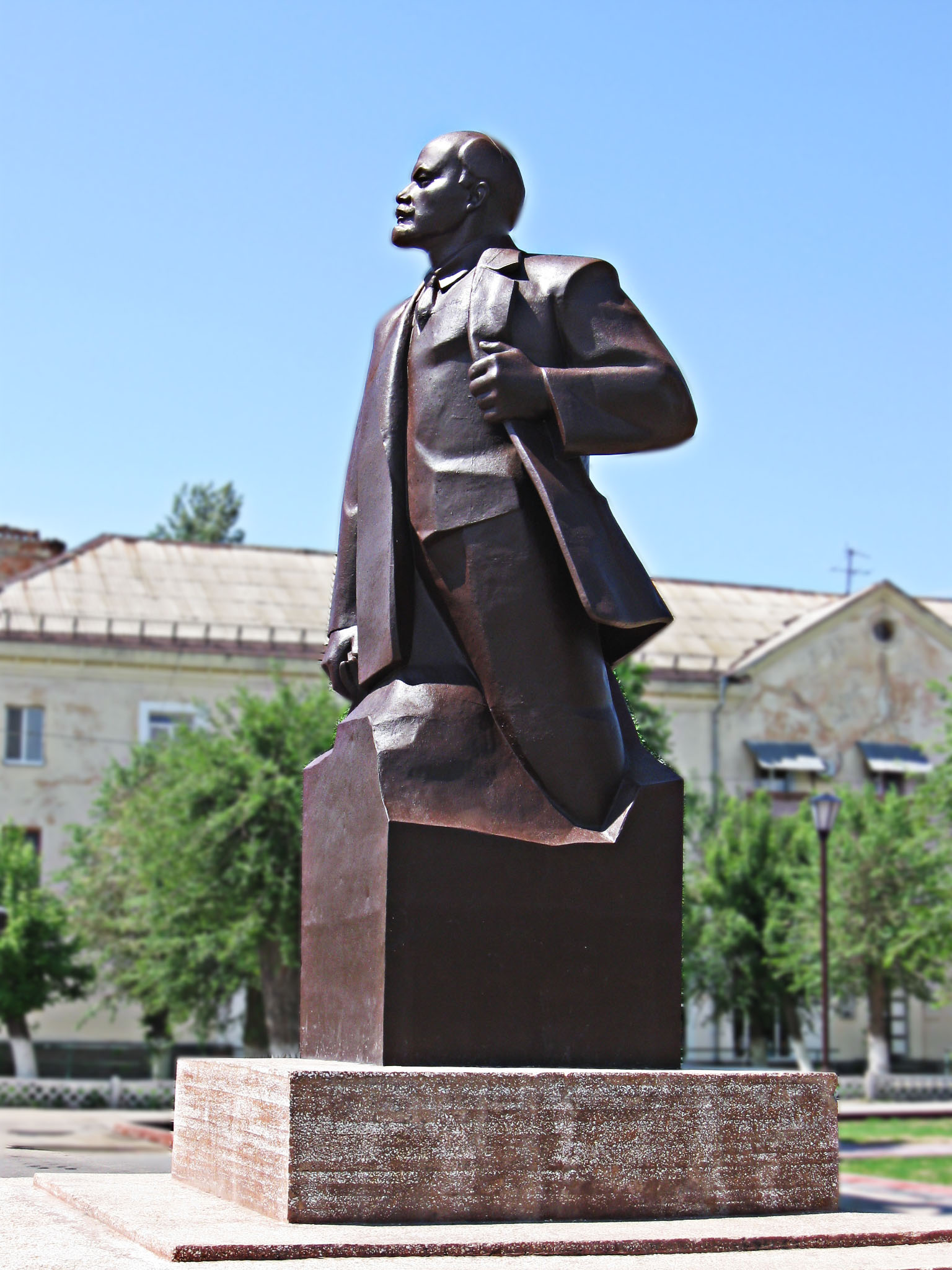
Памятник В. И. Ленину на площади Ленина

## Религия
- Мечеть на ул. Шубина, 87
- Храм во имя Владимирской Иконы Божией Матери.
- Церковь Михаила Архангела.

## Рваный парад
Рваный парад — ежегодное неофициальное массовое мероприятие, проводимое в конце мая перед последним звонком выпускниками школ города. Впервые состоялось в 1987 году. Часть учеников выпускных классов средней школы № 1, одевшись соответственно названию парада, прошлись по улицам города. Итогом первого парада стало попадание родоначальников этой традиции в отделение милиции за нарушение общественного порядка.
Это своеобразная церемония прощания с детством, когда выпускники наряжаются в различную рваную одежду или карнавальные костюмы, собираются на площади Ленина, а затем гуляют по городу или идут на реку.

## СМИ

#### Местное телевидение
В Ахтубинске работает телекомпания «АТВ-Центр».
.Осуществляется устойчивый приём телеканалов:
- 13 ноября 2017 года астраханский филиал РТРС совместно с ГТРК «Лотос» начал трансляцию региональных телепрограмм в составе первого мультиплекса. Региональные программы доступны на телеканалах «Россия-1» и «Россия-24» и радиостанциях: «Маяк», «Вести ФМ» и «Радио России».

| ТВК | Частота | Название |
| --- | ------- | -------- |
| 28  | 530     | РТРС-2   |
| 33  | 570     | РТРС-1   |

#### Цифровое эфирное телевидение
Все 20 каналов для мультиплекса РТРС-1 и РТРС-2; Пакет радиоканал, включает: «Вести ФМ», «Маяк», «Радио России / ГТРК Лотос».
- Пакет телеканалов РТРС-1 (телевизионный канал 26, частота 602 МГц), включает: «Первый канал», «Россия 1 / ГТРК Лотос», «Матч ТВ», «НТВ», «Пятый канал», «Россия К», «Россия 24 / ГТРК Лотос», «Карусель», «ОТР» / Астрахань 24, «ТВ Центр».
- Пакет телеканалов РТРС-2 (телевизионный канал 36, частота 658 МГц), включает: «РЕН ТВ», «Спас», «СТС», «Домашний», «ТВ-3», «Пятница!», «Звезда», «Мир», «ТНТ», «Муз-ТВ».
- Обязательный общедоступный региональный телеканал («21-я кнопка»): телеканал «Астрахань 24».

#### Кабельное телевидение
ЗАО «Транк» (филиал «Стрим-ТВ») транслирует через кабельную сеть 43 телеканала и цифрового кабели более 120 телеканалов.
Также работает спутниковое (НТВ-Плюс, Триколор ТВ, МТС ТВ).

### Радио
В Ахтубинске осуществляется приём следующих радиостанций:
- Южная Волна — 95.9 FM
- Радио Дача — 96.3 FM
- Дорожное радио — 98.7 FM
- Радио Вера — 99.1 FM
- Love Radio — 99.5 FM
- Русское радио — 100.1 FM
- Европа Плюс — 101.6 FM
- Радио Шансон — 102.1 FM
- Радио ENERGY — 104.3 FM[57]
- Авторадио — 104.8 FM[57]
- Ахтубинск FM — 106.7 FM[58]

### Местные печатные издания
| Название                                                                  | Тыс. экз. | Год создания |
| ------------------------------------------------------------------------- | --------- | ------------ |
| Газета «Ахтубинская правда. Архивировано из оригинала 30 июля 2010 года.» | 1,1       | 1930         |
| Газета «Ахтубинская доска объявлений»                                     | 3,2       | 2005         |
| Газета «Испытатель. Архивировано из оригинала 15 апреля 2010 года.»       | 0,45      | 1997         |
| Газета «Время. Архивировано из оригинала 22 мая 2008 года.»               | 1         | 1991         |
| Газета «Ахтубинский PRожектор»                                            | 10        | 2010         |

### Местные интернет-издания
| Название                         | Адрес издания | Год создания |
| -------------------------------- | ------------- | ------------ |
| Портал «Мой Ахтубинск»           | ahtmy.ru      | 2021         |
| Информационный портал Ахтубинска | ah30.ru       | 2019         |

## Фотогалерея

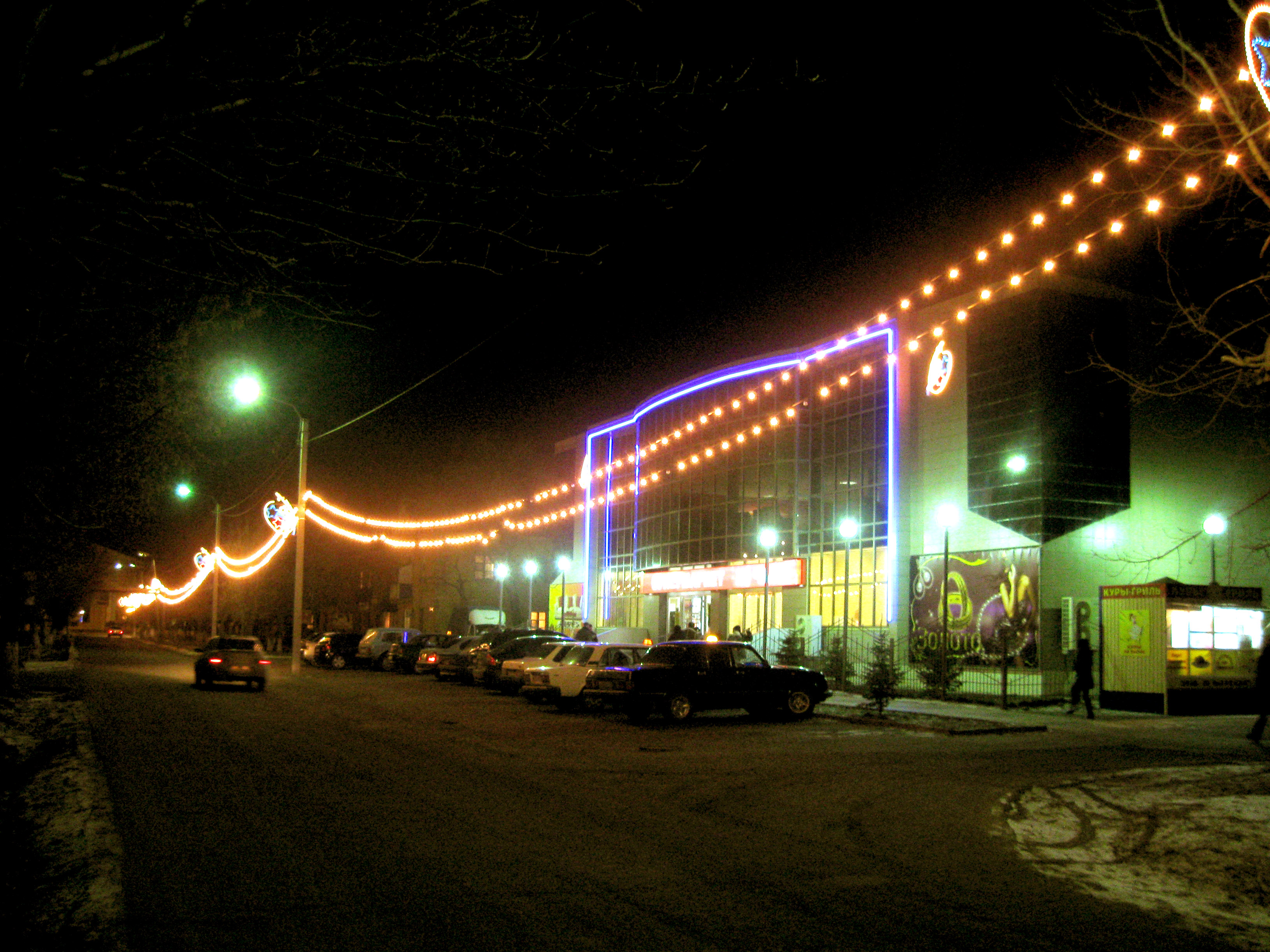
Круглосуточный супермаркет «НАН», Сталинградская ул., ныне «Магнит»
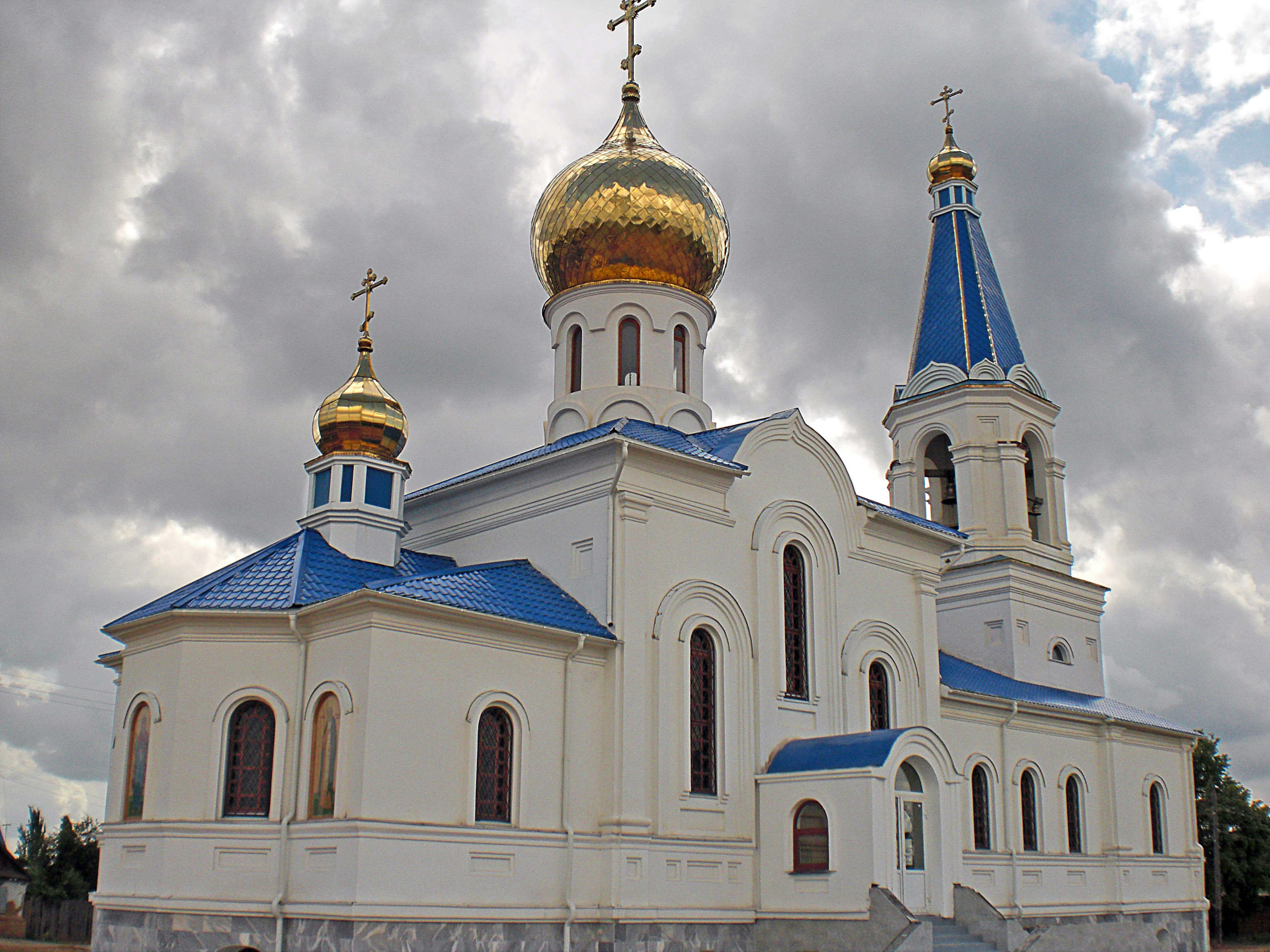
Храм Владимирской Иконы Божьей Матери
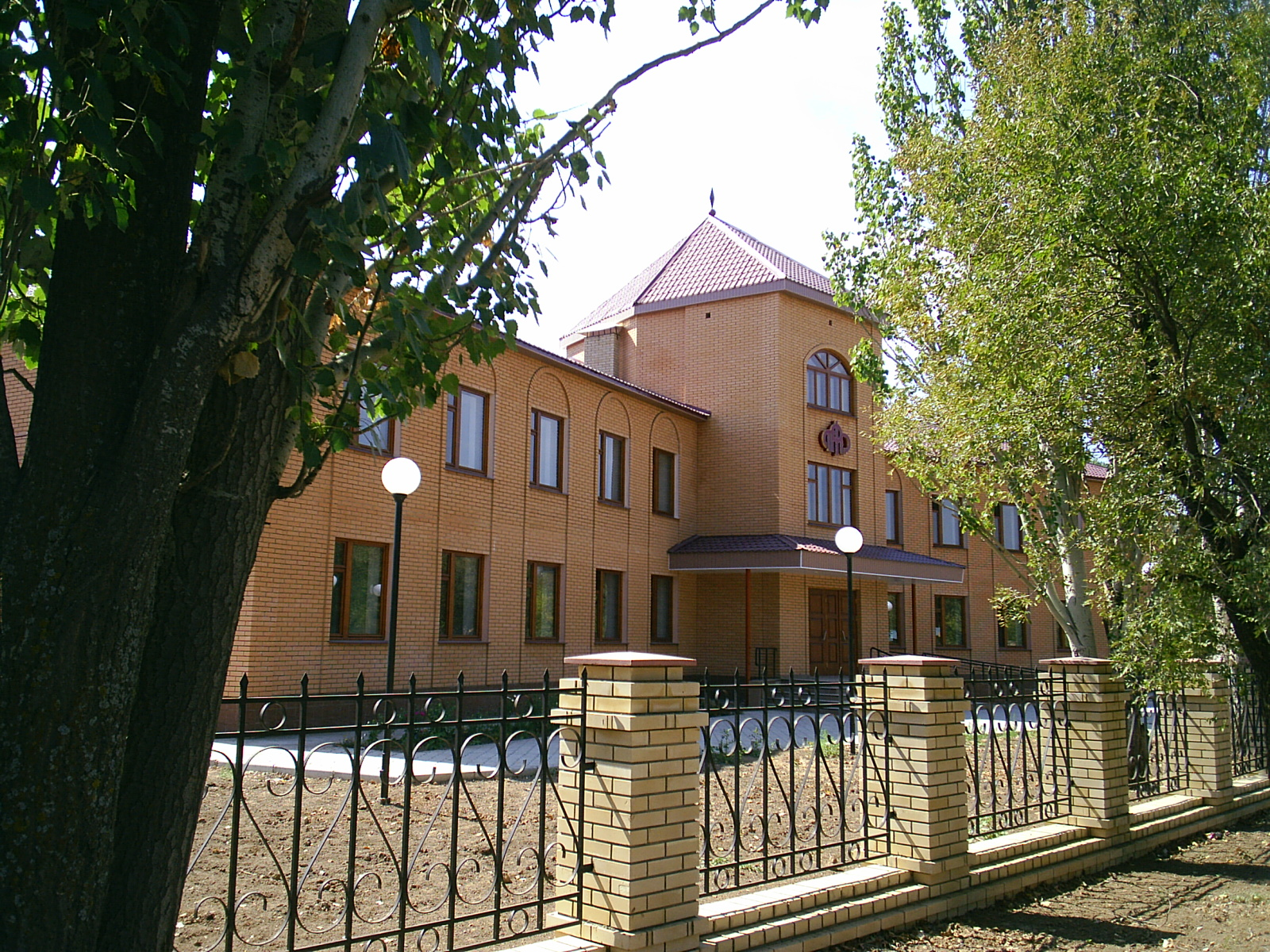
Пенсионный фонд РФ
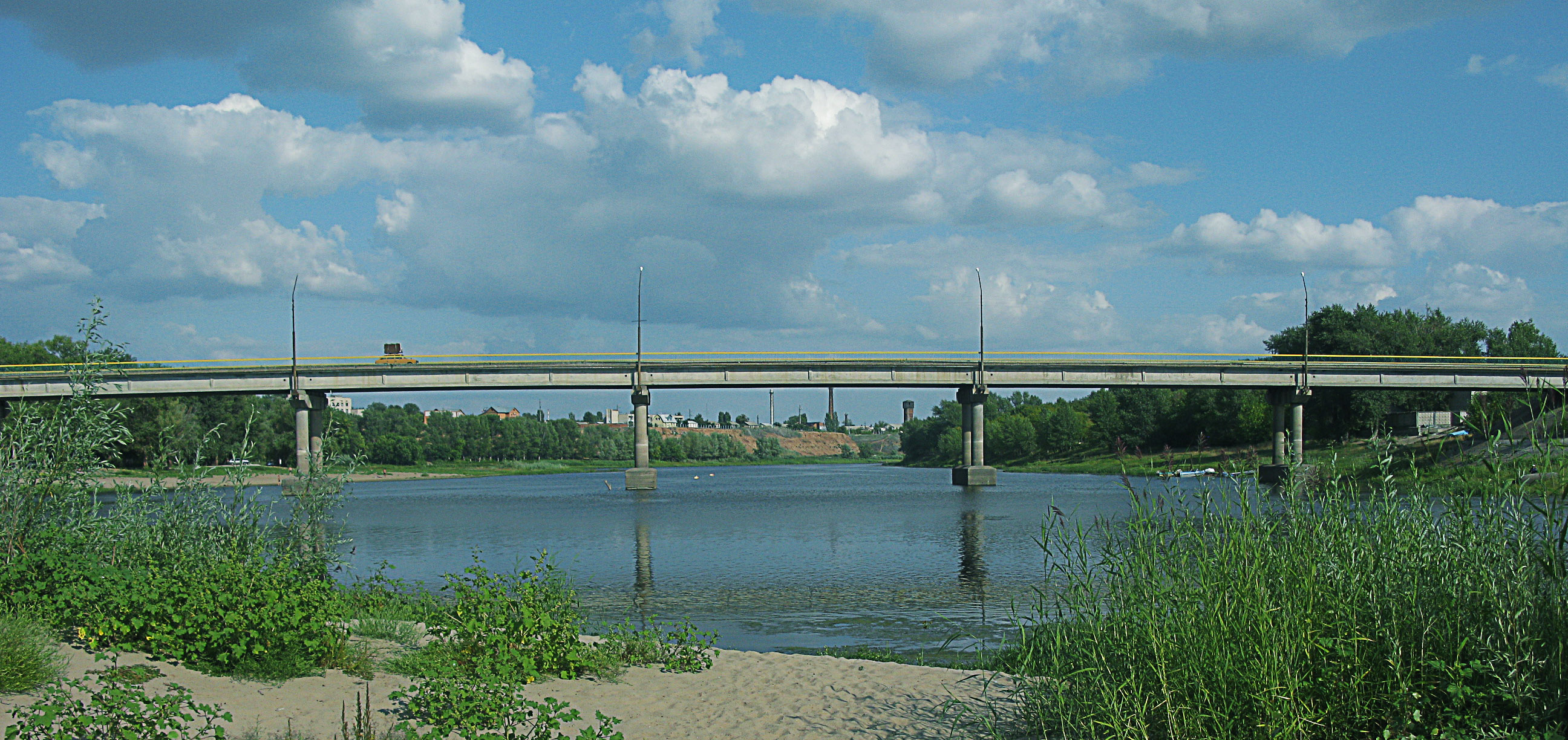
Мост между центральной и заречной частью города

## Города-побратимы
- Щёлково, Московская область, Россия

### СМИ о городе
- Бакунов А., Хайрулин Ш. Испытанием небом и войной // Красная Звезда, 2010, 21 сентября.
- Бариев Р. А. Профессия лётчика. Программа «Военный совет», Эхо Москвы, 10 декабря 2011.
- Егоров С. Подвиг на заданную тему (недоступная ссылка — история). // Аэрокосмическое обозрение, 2005, № 5.
- Карнозов В. Первым делом — новые самолёты // Военно-промышленный курьер,2005, 28 сентября, № 36.
- Мироненко Н. Есть одна у лётчика мечта. Прошло 90 лет, как был создан ГЛИЦ им. В. П. Чкалова, стоявший у истоков создания ВВС России // Волга, 2010, 22 сентября, № 140.
- Пич Е. В Астраханской области празднуют 90-летие Государственного лётно-испытательного центра. (Первый Канал).
- Потехина Анна. Испытания связаны с потом и кровью // Красная Звезда, 2011, 14 декабря.
- Фомин А. Мекка военных испытателей. Репортаж из Ахтубинска // Национальный аэрокосмический журнал «Взлёт», 2005, № 11.
- Чернышев С. Моногорода: болезнь не там, где боль. Архивировано из оригинала 27 сентября 2010 года. // Эксперт, 2010, 24 сентября.